# Barão de Antonina (ort)
Barão de Antonina är en ort i Brasilien.   Den ligger i kommunen Barão de Antonina och delstaten São Paulo, i den södra delen av landet, 900 km söder om huvudstaden Brasília. Barão de Antonina ligger 565 meter över havet och antalet invånare är 3 116.
Terrängen runt Barão de Antonina är platt åt sydost, men åt nordväst är den kuperad. Närmaste större samhälle är Itaporanga, 11,6 km sydost om Barão de Antonina. 
Omgivningarna runt Barão de Antonina är en mosaik av jordbruksmark och naturlig växtlighet. Runt Barão de Antonina är det ganska glesbefolkat, med 25 invånare per kvadratkilometer.